# Boreham, Wiltshire
Boreham är en ort i Storbritannien.   Den ligger i grevskapet Wiltshire och riksdelen England, i den södra delen av landet, 150 km väster om huvudstaden London. Boreham ligger 120 meter över havet och antalet invånare är 3 259.
Terrängen runt Boreham är huvudsakligen platt, men norrut är den kuperad.Runt Boreham är det ganska tätbefolkat, med 239 invånare per kvadratkilometer. Närmaste större samhälle är Warminster, 1,1 km nordväst om Boreham. Trakten runt Boreham består till största delen av jordbruksmark.